# Vibeke Stene

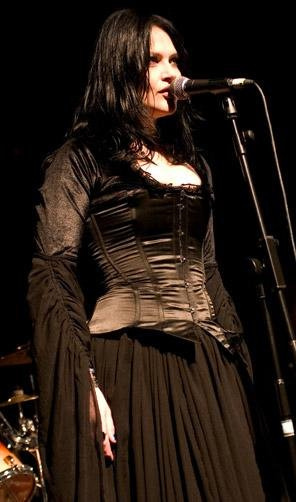
Vibeke Stene (2008)

Vibeke Stene (* 17. August 1978 in Sokndal) ist eine norwegische Sängerin.

## Leben
Vibeke Stene ist die Tochter von  Steinar Stene und Sissel Bø Stene. Sie hat  zwei Schwestern. Sie wuchs in einer musikalischen Familie auf. Mit dreizehn Jahren bekam sie Gesangsunterricht, der ihr Interesse an klassischem Gesang weckte. Sie sang in ihrer Jugend in verschiedenen Chören, Jazzformationen und Popbands.
Stene ist verheiratet, Mutter zweier Kinder und hauptberuflich Grundschullehrerin.

## Gesangskarriere
1996 wurde sie zunächst Vertretungs-, später Leadsängerin der norwegischen Gothic- und Symphonic-Metal-Gruppe Tristania. 2007 beendete sie aus persönlichen Gründen ihr Engagement bei Tristania und spielte Theater. 2013 kündigte sie an, wieder als Sängerin aktiv zu werden und an einem Album zu arbeiten. 2015 trat sie als Silja in dem Theaterstück Hostage of Shame von Kai Erland auf.
2020 startete Stene ein neues musikalisches Projekt mit Asgeir Mickelson von Borknagar und Sarke unter dem Namen Veil of Secrets. Die Debüt-Single der Gothic-Metal-Band, The Last Attempt, erschien am 13. November 2020; das erste Studioalbum Dead Poetry folgte am 30. November 2020.

## Diskografie
| Mit Tristania - 1997: Tristania (EP, Aaron Records) - 1997: Widow’s Weeds (Album, Napalm Records) - 1998: Angina (Single, Napalm Records) - 1998: Beyond the Veil (Album, Napalm Records) - 1999: Widow’s Tour (Live-Album, Napalm Records) - 2000: World of Glass (Album, Napalm Records) - 2005: Ashes (Album, Steamhammer) - 2007: Illumination (Album, Steamhammer) | Mit Veil of Secrets - 2020: The Last Attempt (Single, Crime Records) - 2020: Dead Poetry (Album, Crime Records) | Gastauftritte - 2000: Green Carnation: Journey to the End of the Night (Prophecy Productions, Stücke: In the Realm of the Midnight Sun, My Dark Reflections of Life and Death und Under Eternal Stars) - 2004: Nud: Stuck between Rock and a Hard Place (Supermusic, Stück: Am I Asleep) - 2007: Samael: Solar Soul (Nuclear Blast, Stück: Suspended Time) - 2011: Plutho: Bob, You don’t wanna go There (Selbstverlag, Stück: Queen of Broken Heart) |